# Vreeswijkbrug
De Vreeswijkbrug (brug 1375) is een bouwkundig kunstwerk in Amsterdam-Zuidoost. Alle bruggen in de 1300-serie liggen in die wijk.
De vaste brug werd in 1982 neergelegd in de Wageningendreef over een gracht, die ten westen van de brug de aanduiding Wilnisgracht heeft. Bovendien ligt ze als gevolg van gescheiden verkeersstromen ten noorden van die gracht ook over het Vreeswijkpad (voet- en fietspad). Voetgangers en fietsers moeten gebruik maken van brug 1385 en brug 1485, die parallel aan de Vreeswijkbrug maar op maaiveldniveau liggen. Ten zuiden van de brug heeft de gemeente Amsterdam het idee van scheiding van snel en langzaam verkeer deels losgelaten; al het verkeer bevindt zich dan op maaiveldniveau. Dat laatste was tevens noodzakelijk om de Wageningendreef 200 meter zuidelijker onder de Wageningenmetrobrug te laten duiken.
De brug is ontworpen door Dirk Sterenberg van de Dienst der Publieke Werken, die talloze bruggen voor Amsterdam Zuidoost ontwierp. De brug vertoont overeenkomsten met andere bruggen van Sterenberg in de kanteelachtige balustrade; deze zijn bijvoorbeeld ook te vinden bij de RAI Amsterdam. De kantelen zijn beschilderd in de kleur blauw met een oranje bovenrand. Ten opzichte van andere bruggen in Zuidoost met vrij strakke architectuur heeft Sterenberg zich uitgeleefd in de brugpijlers in de vorm van Romaanse bogen, die paste hij eerder toe in de Holendrechtpleinbrug uit 1976/1977. Daarover liggen de betonnen liggers. De brug werd tegelijkertijd gebouwd met de Stoutenburgbrug (brug 1376), Woudrichembrug (1377) en brug 1378; alle bruggen in de Wageningendreef en haar vervolg Schoonhovendreef.
De brug ging vanaf oplevering naamloos door het leven, maar kreeg op 30 augustus 2018 haar naam in een hele serie vernoemingen van soortgelijke bruggen in Zuidoost. De brug werd daarbij via het Vreeswijkpad indirect vernoemd naar Vreeswijk.
Bus 47 rijdt over de brug.
Amsterdam Zuidoost kent ook de Vreeswijkmetrobrug.
<<< · 1301 · 1302 · 1303 · 1304 · 1305 · 1306 · 1307 · 1308 · 1309 · 1311 · 1312 · 1313 · 1314 · 1315 · 1316 · 1317 · 1319 · 1320 · 1321 · 1322 · 1323 · 1324 · 1325 · 1326 · 1327 · 1328 · 1329 · 1330 · 1331 · 1332 · 1333 · 1334 · 1335 · 1336 · 1337 · 1338 · 1339 · 1340 · 1342 · 1343 · 1344 · 1345 · 1346 · 1347 · 1348 · 1349 · 1350 · 1351 · 1352 · 1353 · 1354 · 1355 · 1356 · 1357 · 1358 · 1359 · 1360 · 1361 · 1362 · 1363 · 1364 · 1365 · 1366 · 1367 · 1368 · 1373 · 1375 · 1376 · 1377 · 1378 · 1379 · 1380 · 1381 · 1382 · 1383 · 1384 · 1385 · 1386 · 1387 · 1388 · 1389 · 1390 · 1391 · 1392 · 1396 · 1397 · 1398 · 1399 · >>>
Brugnummers 1300, 1318, 1341, 1369-1372, 1374, 1393, 1394, 1395 zijn niet vergeven. 1310 is gesloopt; brug 1318 is nooit gebouwd in verband met niet aanleggen Veenendaaldreef.